# Pneumoconiosi
La pneumoconiosi és una malaltia broncopulmonar produïda per la inhalació i la fixació de pols orgàniques o inorgàniques.

## Tipologia
Segons quin sigui el tipus de pols, rep diversos noms, com:
- Antracosi, per carbó
- Asbestosi, per amiant
- Bissinosi, per cotó
- Siderosi, per ferro
- Silicosi, per sílice
- Tabacosi, per tabac